# Carroll Gardens
Carroll Gardens è un quartiere di New York City, nel borough di Brooklyn.
È circondata da Degraw e Warren Streets (nord), Hoyt e Smith Streets (est), Ninth Street o la Gowanus Expressway (sud), e la strada Interstate 278, la Gowanus e Brooklyn–Queens Expressways (ovest)..
I quartieri che lo circondano sono Cobble Hill a nord-ovest, Boerum Hill a nord-est, Gowanusa est,, Red Hook a sud e sud-ovest, e il distretto di Columbia Street Waterfront District a ovest..

## Punti di interesse
- John Rankin House
- Complesso della chiesa congregazionale del Sud (South Congregational Church Complex)
- Chiesa episcopale di San Paolo di Carroll Gardens
- Chiesa di Santo Stefano, del Sacro Cuore di Gesù e Maria
- Chiesa presbiteriana di Westminster
- Chiesa di Santa Maria della Stella del mare
- Dennett Place

## Trasporti
Il quartiere è servito dalla metropolitana di New York attraverso le stazioni Carroll Street e Smith-Ninth Streets della linea IND Culver, dove fermano i treni delle linee F e G.

## Galleria d'immagini

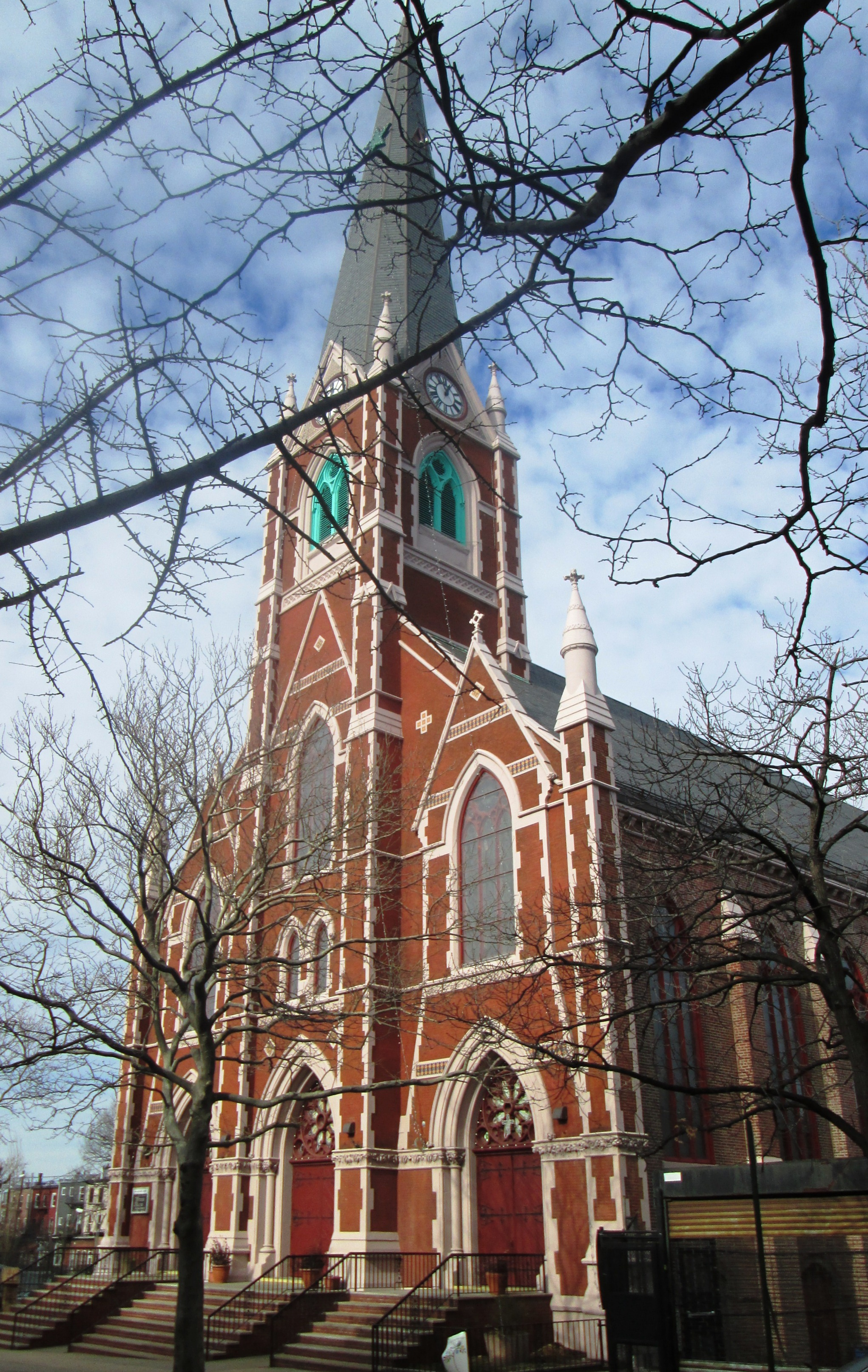
Chiesa di Santo Stefano e del Sacro Cuore di Gesù e Maria
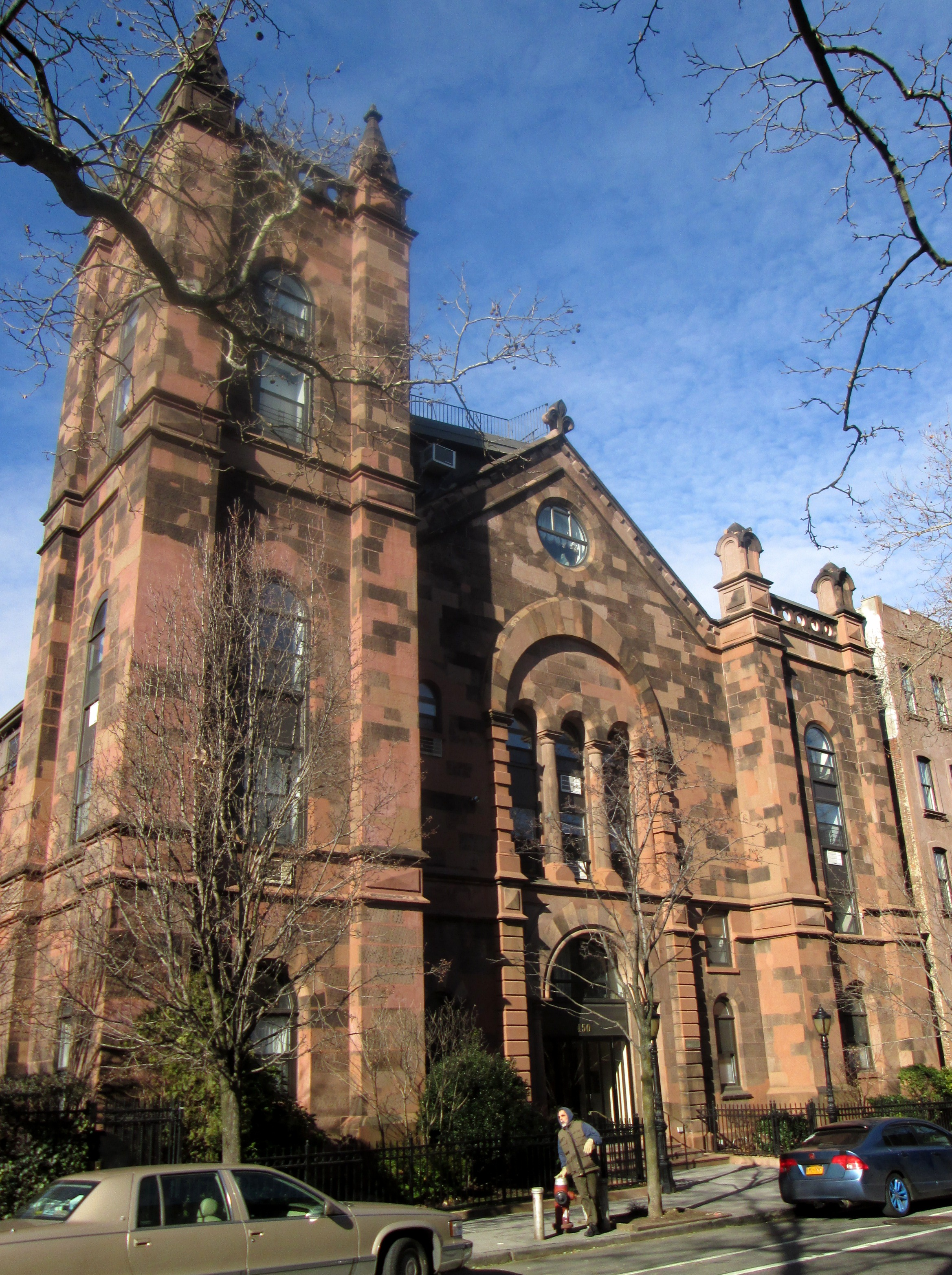
Chiesa presbiteriana di Westminster, oggi appartamenti
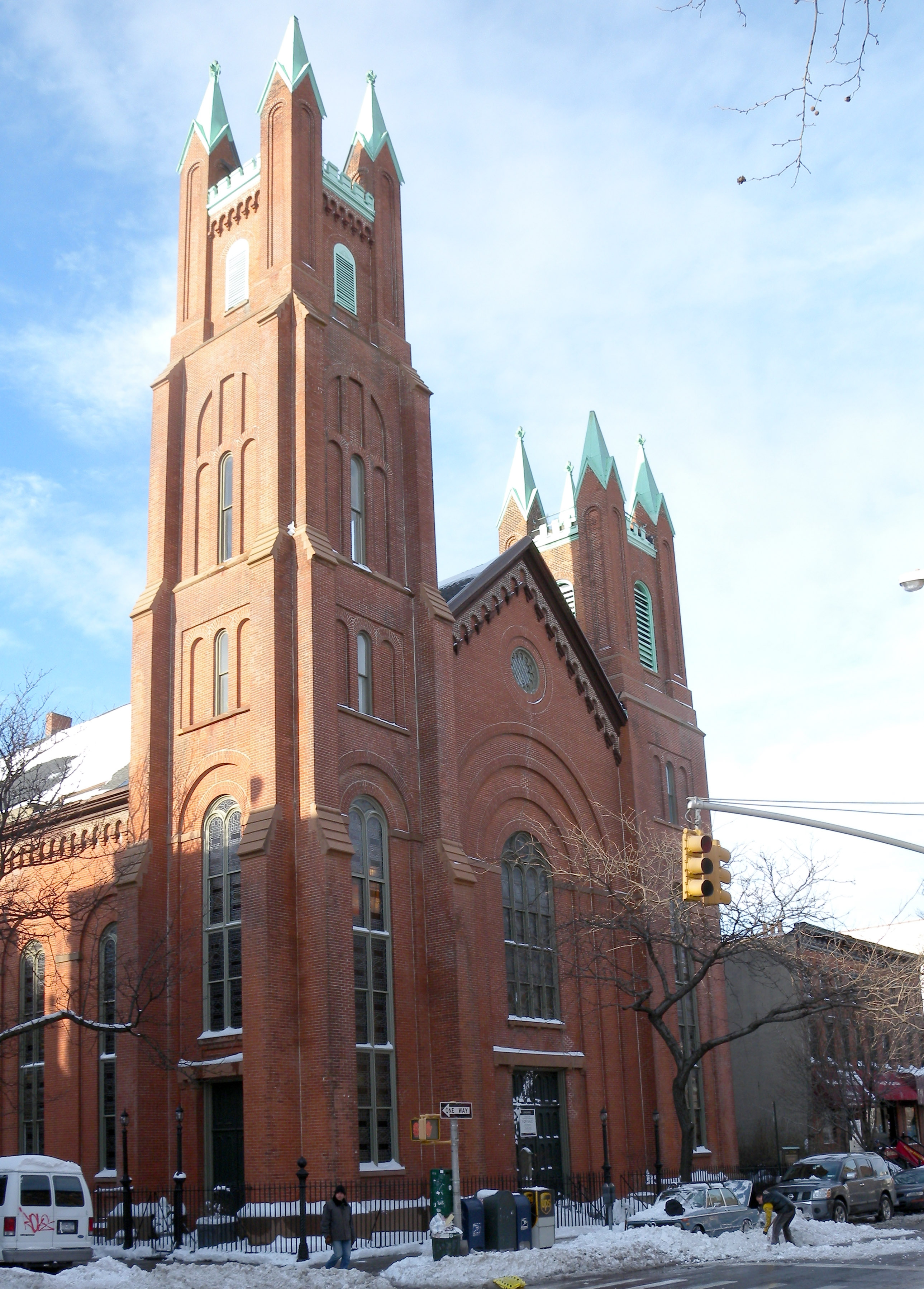
Chiesa congregazionale Sud, ora edificio per appartamenti
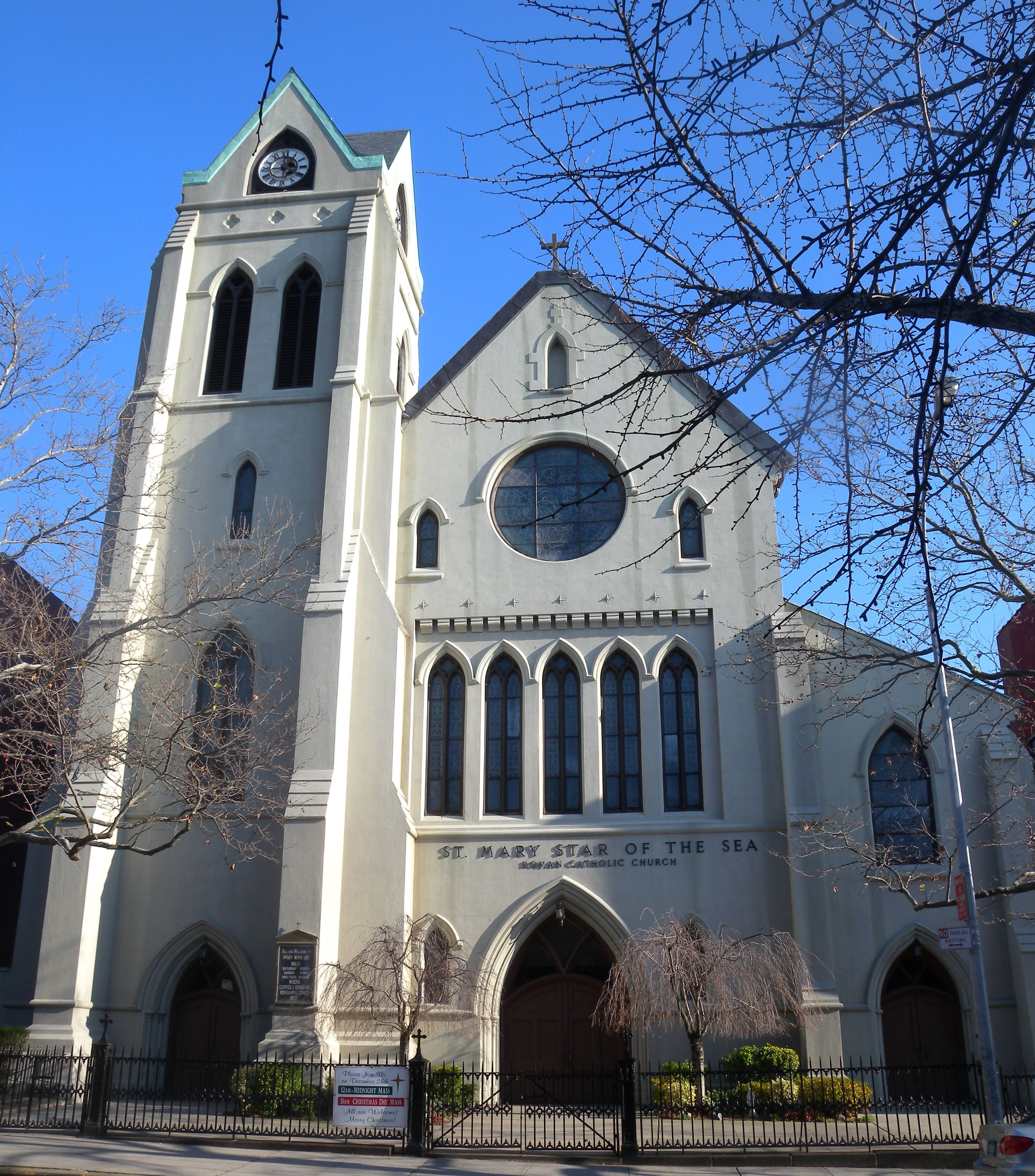
Chiesa di Santa Maria Stella del mare

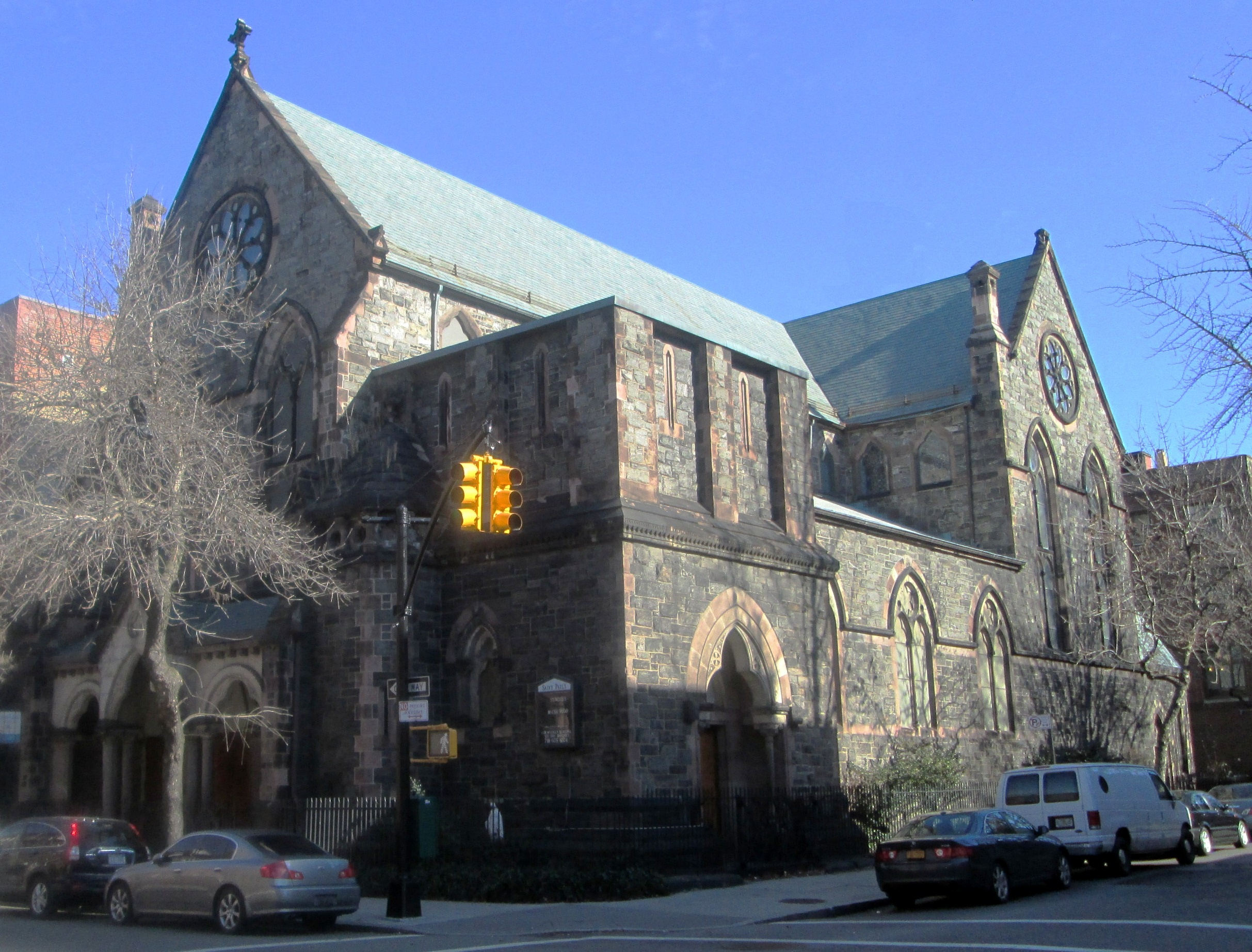
Chiesa episcopale di San Paolo di Carroll Gardens
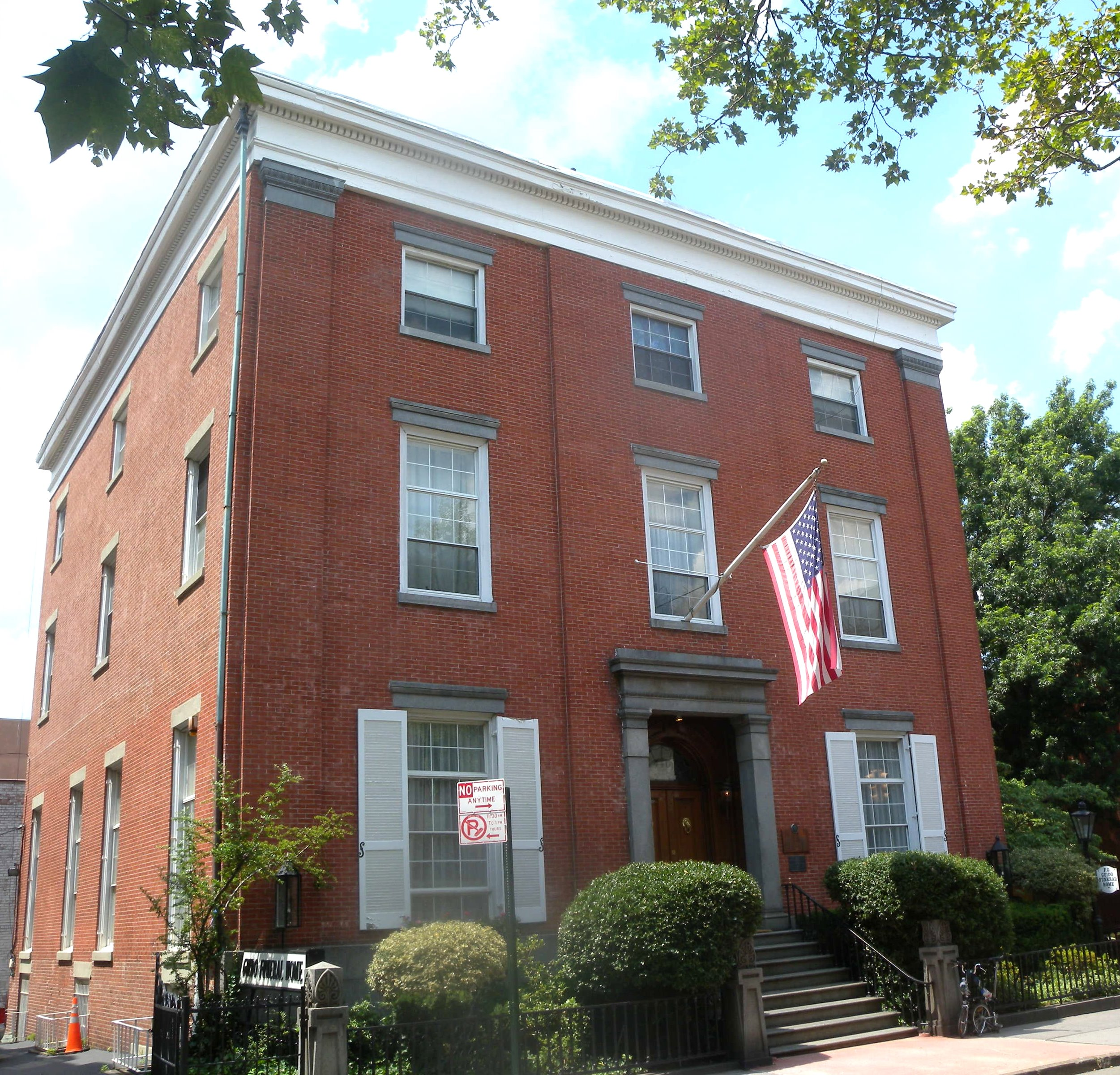
John Rankin House, now a funeral home
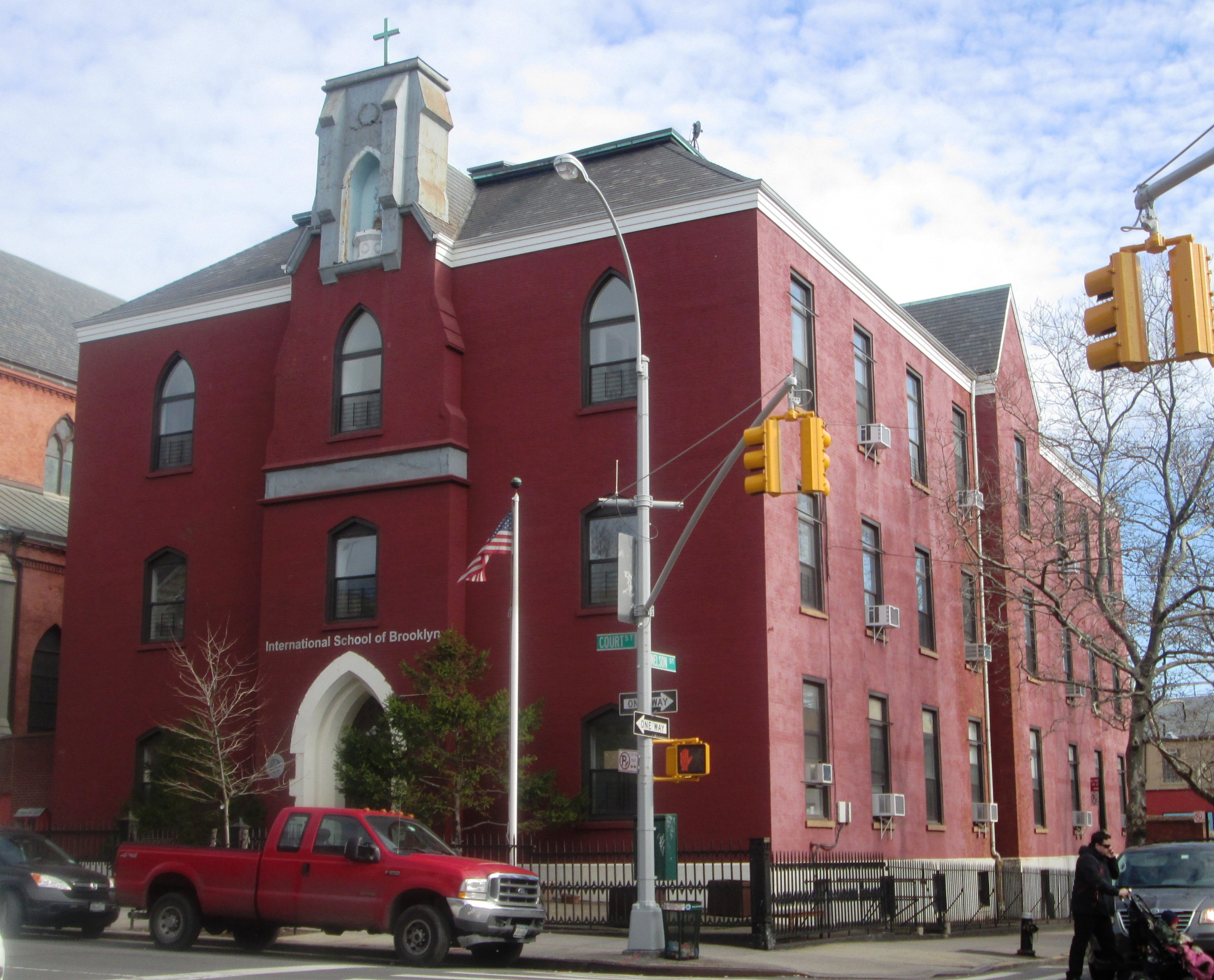
La scuola internazionale di Brooklyn, Ex scuola paritaria per ragazze di Santa Maria Stella del mare